# Jim Bacon
James Alexander „Jim“ Bacon (* 15. Mai 1950 in Melbourne, Victoria; † 20. Juni 2004 in Hobart, Tasmanien) war ein australischer Politiker der Australian Labor Party (ALP), der zwischen 1998 und 2004 Premierminister von Tasmanien war.

## Leben
Bacon absolvierte seinen Schulbesuch in Victoria, wo der spätere Premierminister von Victoria Jeff Kennett zu seinen Mitschülern gehörte.
Als Kandidat der Australian Labor Party wurde er am 24. Februar 1996 im Wahlkreis Denison erstmals zum Mitglied des Repräsentantenhauses (Tasmanian House of Assembly), dem Unterhaus des tasmanischen Parlaments, gewählt und gehörte diesem bis zu seinem Mandatsverzicht am 21. März 2004 an.
Bereits ein Jahr später wurde er 1997 Oppositionsführer sowie am 14. September 1998 Premierminister von Tasmanien. Er löste damit Tony Rundle von der Liberal Party of Australia ab. Neben dem Amt des Premierministers übernahm er in seinem Kabinett vom 18. September 1998 bis zum 9. August 2002 auch das Amt des Ministers für staatliche Entwicklung (Minister for State Development). Bei den vorausgegangenen Parlamentswahlen vom 29. August 1998 erreichte seine Partei 131.981 Stimmen (44,79 Prozent), während die Liberal Party auf 112.146 Wählerstimmen (38,06 Prozent) kam. Da das House of Assembly von 35 auf 25 Sitze verkleinert worden war, verfügte Labor mit 14 Mandaten über eine absolute Mehrheit.
Bei den Wahlen vom 20. Juli 1992 konnte seine Partei mit 153.798 (51,88 Prozent) ihre 14 Mandate behaupten, während die Liberal Party nur noch 81.185 Stimmen (27,38 Stimmen) bekam und drei ihrer bisher zehn Sitze verlor. Er selbst erreichte bei diesen Parlamentswahlen mit 21.391 Stimmen (35,3 Prozent) das bis dahin höchste Wahlergebnis im Wahlkreis Denison. Nach der Wahl übernahm er in seiner Regierung vom 9. August 2002 bis zum 21. März 2004 auch die Ämter als Minister für die Künste (Minister for the Arts) sowie als Minister für Tourismus, Parks und Erbe (Minister for Tourismus, Parks and Heritage).
Nachdem bei ihm am 13. Februar 2004 Lungenkrebs festgestellt worden war, übernahm am 23. Februar 2004 der bisherige Vize-Premierminister und Minister für wirtschaftliche Entwicklung, Energie und Ressourcen sowie Minister für Rennen, Sport und Erholung, Paul Lennon, kommissarisch das Amt des Premierministers, ehe er nach dem Rücktritt Bacons dieses Amt offiziell am 21. März 2004 übernahm.
Nach seinem Tode fand am 24. Juni 2004 eine Staatstrauerfeier in der Federation Concert Hall statt.